# Surrealistic Pillow
Surrealistic Pillow ist das zweite Album der US-amerikanischen Psychedelic-Rock-Band Jefferson Airplane. Es ist zugleich das erste mit Grace Slick. Das im Februar 1967 erschienene Album enthält die beiden bekanntesten Songs von Jefferson Airplane, Somebody to Love und White Rabbit. Surrealistic Pillow erreichte Platz 3 in den amerikanischen Billboard-Charts.

## Musik
Wie die Byrds auf ihrem Album Fifth Dimension verschmolzen Jefferson Airplane psychedelischen Rock und Folk. Dies war zu der Zeit einzigartig und brachte mehrere Nachahmer innerhalb der nächsten Jahre hervor. Surrealistic Pillow war vielleicht das erste psychedelische Kassenschlageralbum.

## Titelliste
1. She Has Funny Cars (Balin/Kaukonen) – 3:13
2. Somebody to Love (Darby Slick) – 3:01
3. My Best Friend (Skip Spence) – 3:04
4. Today (Balin/Kantner) – 3:02
5. Comin’ Back to Me (Balin) – 5:24
6. 3/5 of a Mile in 10 Seconds (Balin) – 3:45
7. D.C.B.A. 25 (Kantner) –  2:39
8. How Do You Feel (Tom Mastin) –  3:34
9. Embryonic Journey (Kaukonen) – 1:55
10. White Rabbit (Grace Slick) – 2:33
11. Plastic Fantastic Lover (Balin) – 2:38

### CD-Versionen
Auf CD gibt es verschiedene Versionen des Albums. Die Erstveröffentlichung mit dem RCA-Logo auf dem Cover und dem Tracklisting der LP-Ausgabe erschien 1987. 1995 veröffentlichte RCA auch eine Gold-CD davon, eine remasterte Ausgabe wurde 1996 herausgebracht. 2003 erschien unter Federführung von BMG Heritage eine remasterte Ausgabe mit 6 Bonustracks:
- In the Morning (Kaukonen) – 6:20
- J.P.P. McStep B. Blues (Skip Spence) – 2:36
- Go to Her (Kantner, Estes) – 4:01
- Come Back Baby (Trad., arr. Kaukonen) – 2:55
- Somebody to Love (Mono Single-Version) (Darby Slick) – 2:57
- White Rabbit (Mono Single-Version) (Grace Slick) – 2:30

Auf dieser Basis mit den Bonustracks wurde 2005 in der Reihe „SPIEGEL Edition – The Vinyl Classics“ eine schwarze CD mit Vinyl-Rillenoptik auf der Labelseite in grauem Pappschuber mit ausgestanztem Sichtfenster veröffentlicht.

## Besetzung
Band
- Marty Balin: Gitarre / Gesang
- Jorma Kaukonen: Gitarre / Gesang / Rhythmusgitarre
- Grace Slick: Gesang/ Orgel / Piano / Keyboards
- Paul Kantner: Gitarre / Gesang
- Jack Casady: Bass / Rhythmusgitarre
- Spencer Dryden: Schlagzeug

Zusätzliche Beiträge
- Jerry García: „Spiritual and musical adviser“, Gitarre bei Today[2],Comin’ Back to Me[3], In the Morning und J.P.P. McStep B. Blues[4]

Einige Quellen gehen davon aus, dass Garcia auch auf My Best Friend und Plastic Fantastic Lover spielt, während andere dies bezweifeln. In den Credits wird Garcia lediglich als „Spiritual and musical adviser“ bezeichnet, da Grateful Dead vor Surrealistic Pillow von Warner Brothers für deren Debütalbum The Grateful Dead unter Vertrag genommen wurden.

## Nachweise
1. ↑  Surrealistic Pillow in den US-Charts
2. ↑  Besetzungsliste der Kompilation Loves You bei discogs.com
3. ↑  Beiheft Seite 15 von Flight Log Kompilation bei discogs.com
4. ↑  Besetzungsliste der Kompilation Early Flight bei discogs.com
5. ↑  Surrealistic Pillow bei deaddisc.com